# El Perro del Mar
El Perro del Mar é uma banda sueca de uma pessoa só, Sarah Assbring, baseada na cidade de Gotemburgo.

## O nome
O nome, criado por Sarah a partir dos conhecimentos de espanhol adquiridos na escola, vem de um apelido dado a um cachorro desconhecido que cruzou seu o caminho em uma ocasião solitária, em que ela estava sentada na areia da praia, olhando para o mar, no fim de tarde de um feriado passado na Espanha, que ela descreve como patético e desesperado.

## História
Sarah, que começou a banda como uma artista de mp3 e CD-R, lançou suas primeiras canções por meio do selo sueco Hybris. Em novembro de 2004 foi lançado o EP de três faixas "What's New? El perro del mar", com as músicas "This Loneliness", "It's all good" e "I can't talk about it".
Ela também trabalhou com o sueco Jens Lekman e juntos eles dividiram um single lançado em vinyl, em que Sarah contribuiu com a música "Shake it off". O single saiu na Suécia e nos EUA pelo selo de Jens, "Secretly Canadian", e se esgotou rapidamente. El Perro Del Mar fez uma pequena turnê na Suécia ao lado de Jens nessa época.
Na primavera de 2005 a coletânea de todos os lançamentos anteriores, "Look it's El Perro Del Mar", foi lançada na Suécia, onde, no verão seguinte, El Perro Del Mar se apresentou numerosas vezes.
No fim do verão e início de outono de 2005 ela trabalho num novo EP, "You Gotta Give To Get", lançado em novembro daquele ano, com as músicas "God Knows - You gotta give to get", "Do The Dog" and "Say".
Em dezembro de El Perro Del Mar desenvolveu um concerto especial de natal com Jenny Wilson, em Estocolmo.
Em 10 de abril de 2006 o álbum homônimo foi lançado no Reino Unido e na Europa, pelo selo britânico Memphis Industries.

## Discografia

### Álbuns
- Look! It's El Perro del Mar! (2005)
- El Perro del Mar (2006)
- From the Valley To The Stars (2008)
- Love Is Not Pop (2009)
- Pale Fire (2012)
- KoKoro (2016)

### EPs
- You Gotta Give to Get (2005)

## Ao vivo
As apresentações ao vivo podem se resumir a apenas Sarah tocando violão com faixas ao fundo, ou contar com dois guitarristas e um organista. Mas ela faz questão de mantér El Perro Del Mar como um projeto solo, a fim de não se prender a uma banda.
Sarah trabalhou com os músicos Björn Synneby, Jesper Jarold (guitarristas) e Jon Ölmeskog (organista).